# Научно-исследовательский и проектно-конструкторский институт горного машиностроения
Научно-исследовательский и проектно-конструкторский институт горного машиностроения (НИПИрудмаш) — советская и украинская научно-исследовательская и инженерно-конструкторская организация в области проектирования и конструирования машин для горнорудной промышленности. Расположен в городе Кривой Рог, Украина.
Институт разрабатывает и создаёт горную технику для комплексной механизации и автоматизации производственных процессов по добыче руд и специализируется на создании для чёрной, цветной металлургии и горно-химической промышленности проходческих и добычных комбайнов, погрузочных машин, бурильных установок, средств рудничного транспорта, самоходного оборудования для механизации вспомогательных работ.

## История
Основан 23 ноября 1954 года как Государственный институт по проектированию и конструированию машин для горнорудной промышленности (Гипрорудмаш). В 1975 году преобразован во Всесоюзный научно-исследовательский и проектно-конструкторский институт горного машиностроения (ВНИПИрудмаш). С 1994 года — НИПИрудмаш. Реорганизован в ПАО «КриворожНИПИрудмаш».

## Основные достижения
За разработку и внедрение в производство серии высокопроизводительных машин специалисты института В. П. Бойко, М. Г. Сакович и Л. Н. Макашов удостоены звания лауреата Государственной премии УССР.
Институт принимал участие в разработке классификатора ЕСКД, класс 61: Оборудование буровое, горно-шахтное, нефтепромысловое, коксовое. Оборудование для дробления, разделения, окускования и перемешивания твердых веществ.

## Персоналии
Директора:
- Безлюдько А. (1954—1964);
- Лысов А. (1964—1970);
- Герасимов В. (1970—1979);
- Бовдуй Б. (1979—1994);
- Ремха Ю. С. (1994—2005);
- Михайленко М. (2005—2007);
- Петренко Николай Иванович (2007 — 05.07.2018);
- Шиловский Александр Петрович (с 05.07.2018).